# Fresnes-sur-Apance
Fresnes-sur-Apance is een gemeente in het Franse departement Haute-Marne (regio Grand Est) en telt 170 inwoners (1999). De plaats maakt deel uit van het arrondissement Langres.

## Geografie
De oppervlakte van Fresnes-sur-Apance bedraagt 16,7 km², de bevolkingsdichtheid is 10,2 inwoners per km².
De onderstaande kaart toont de ligging van Fresnes-sur-Apance met de belangrijkste infrastructuur en aangrenzende gemeenten.

## Demografie
Onderstaande figuur toont het verloop van het inwonertal (bron: INSEE-tellingen).